# Iwan Bloch
Iwan Bloch (8 de abril de 1872 - 21 de noviembre de 1922), también conocido como Ivan Bloch, fue un dermatólogo, psiquiatra y psicoanalista alemán nacido en Delmenhorst, Gran Ducado de Oldenburgo, Alemania. Es considerado comúnmente el primer sexólogo de la historia.
Junto a Magnus Hirschfeld y Albert Eulenburg, Bloch es conocido por haber propuesto el concepto de ciencia de la sexualidad (Sexualwissenschaft ) o sexología . En 1906 escribió el libro Das Sexualleben unserer Zeit in seinen Beziehungen zur modernen Kultur (La vida sexual de nuestro tiempo en sus relaciones con la civilización moderna), una enciclopedia de las ciencias sexuales y su relación con la civilización moderna.  
Es conocido asimismo por haber descubierto el manuscrito de Los 120 días de Sodoma del Marqués de Sade, que se creía perdido, y el cual publicó bajo el seudónimo de Eugen Dühren en 1904. Anteriormente había publicado Marqués de Sade: su vida y su obra en 1899 bajo el mismo seudónimo, que utilizaría más tarde para la publicación de más obras sobre Sade y Rétif de la Bretonne.

## Primeros años
Bloch provenía de una familia judía. Su padre, Louis Bloch (1846-1892), fue un comerciante de ganado natural de Bassum. Junto a su esposa Rosa Lisette Rosette (1845-1921), apellido de soltera Meyer, tuvo un total de cinco hijos. 

## Legado
Según Sigmund Freud, los estudios de Bloch fueron fundamentales en el desarrollo del enfoque antropológico de la teoría de la sexualidad. Antes de Bloch, la homosexualidad se analizaba desde un enfoque patológico. 

## Manual de sexologíay otras obras
Comenzó la publicación de su Handbuch der gesamten Sexualwissenschaft in Einzeldarstellungen (Manual de sexología en su totalidad presentado en estudios separados ) en 1912. Se publicaron tres volúmenes hasta que el proyecto fue abortado debido a la prematura muerte de Bloch a los 50 años, en 1922.